# Pseudophaula
Pseudophaula is een kevergeslacht uit de familie van de boktorren (Cerambycidae). De wetenschappelijke naam van het geslacht werd voor het eerst geldig gepubliceerd in 1973 door Lane.

## Soorten
Pseudophaula omvat de volgende soorten:
- Pseudophaula foersteri (Martins, 1984)
- Pseudophaula porosa (Bates, 1881)
- Pseudophaula pustulosa Lane, 1973
- Pseudophaula strigulata Lane, 1973